# Северо-Александровка
Северо-Александровка — деревня в Канском районе Красноярского края. Входит в состав Георгиевского сельсовета.

## История
Основана в 1899 г. В 1926 году состояла из 179 хозяйств, основное население — белоруссы. Центр Александровского сельсовета Канского района Канского округа Сибирского края.

## Население
| 1926 | 2010 |
| ---- | ---- |
| 940  | ↘82  |